# Acacia pennivenia
Acacia pennivenia é uma espécie de leguminosa do gênero Acacia, pertencente à família Fabaceae.